# Don Thompson
Donald James "Don" Thompson, född 20 januari 1933 i Hillingdon i västra London, död 4 oktober 2006 i Frimley i Surrey, var en brittisk friidrottare.
Thompson blev olympisk mästare på 50 kilometer gång vid olympiska sommarspelen 1960 i Rom.